# Christi-Himmelfahrts-Kirche (Dren)

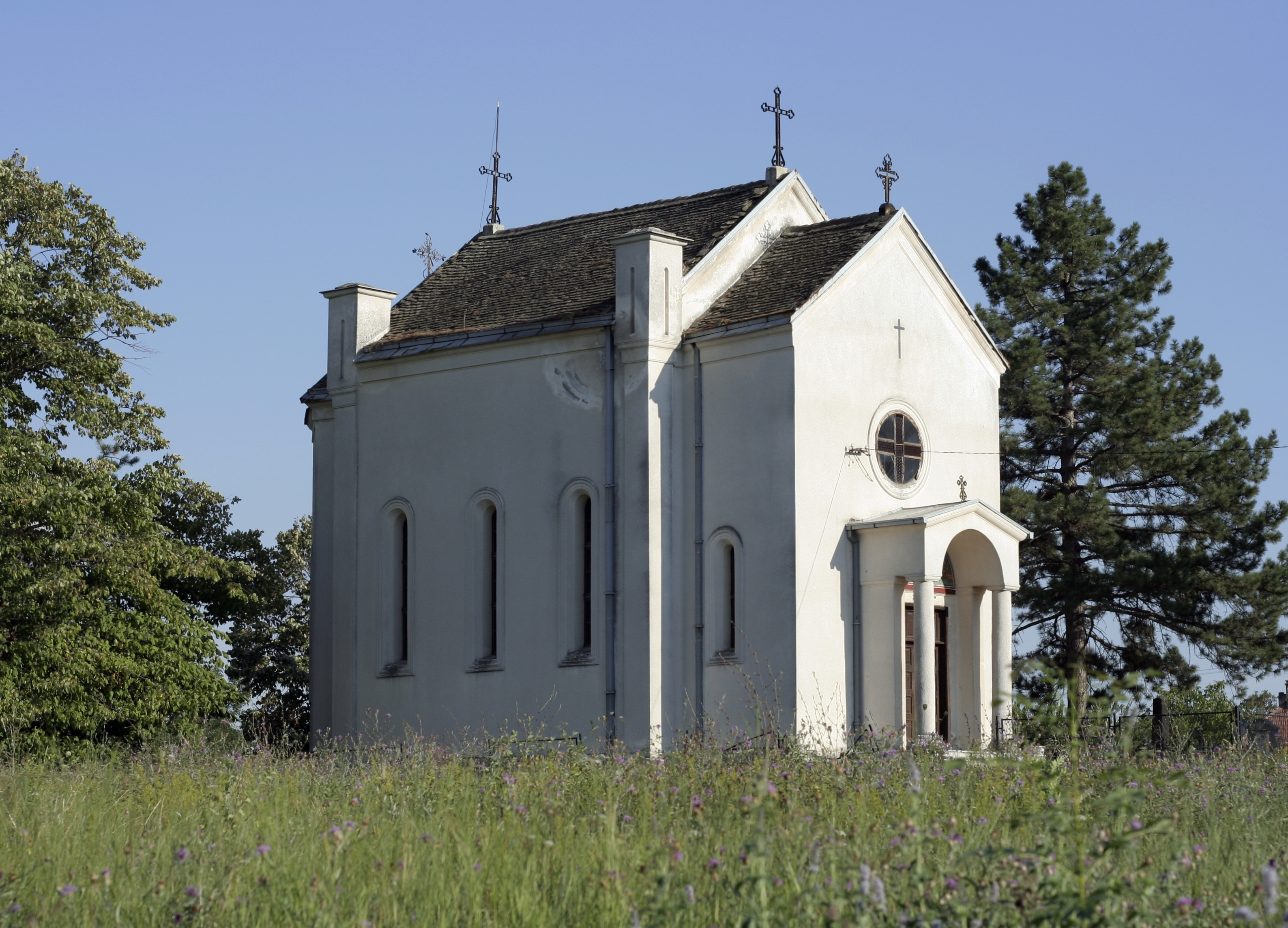
Die Christi-Himmelfahrts-Kirche

Die Christi-Himmelfahrts-Kirche (serbisch: Црква Вазнесења Господњег, Crkva Vaznesenja Gospodnjeg) ist eine serbisch-orthodoxe Kirche in Dren, einem Dorf der Gradska opština Obrenovac, der Metropolregion von Belgrad in Serbien. Sie steht als Kulturdenkmal der Republik Serbien (Nr. SK 1474) sowie als Kulturdenkmal der Metropolregion Belgrad unter Denkmalschutz.
Das von 1895 bis 1897 erbaute Gotteshaus ist der Christi Himmelfahrt geweiht und ist die Pfarrkirche der Pfarrei Dren im Dekanat Posavina der Eparchie Valjevo der Serbisch-orthodoxen Kirche.

## Lage

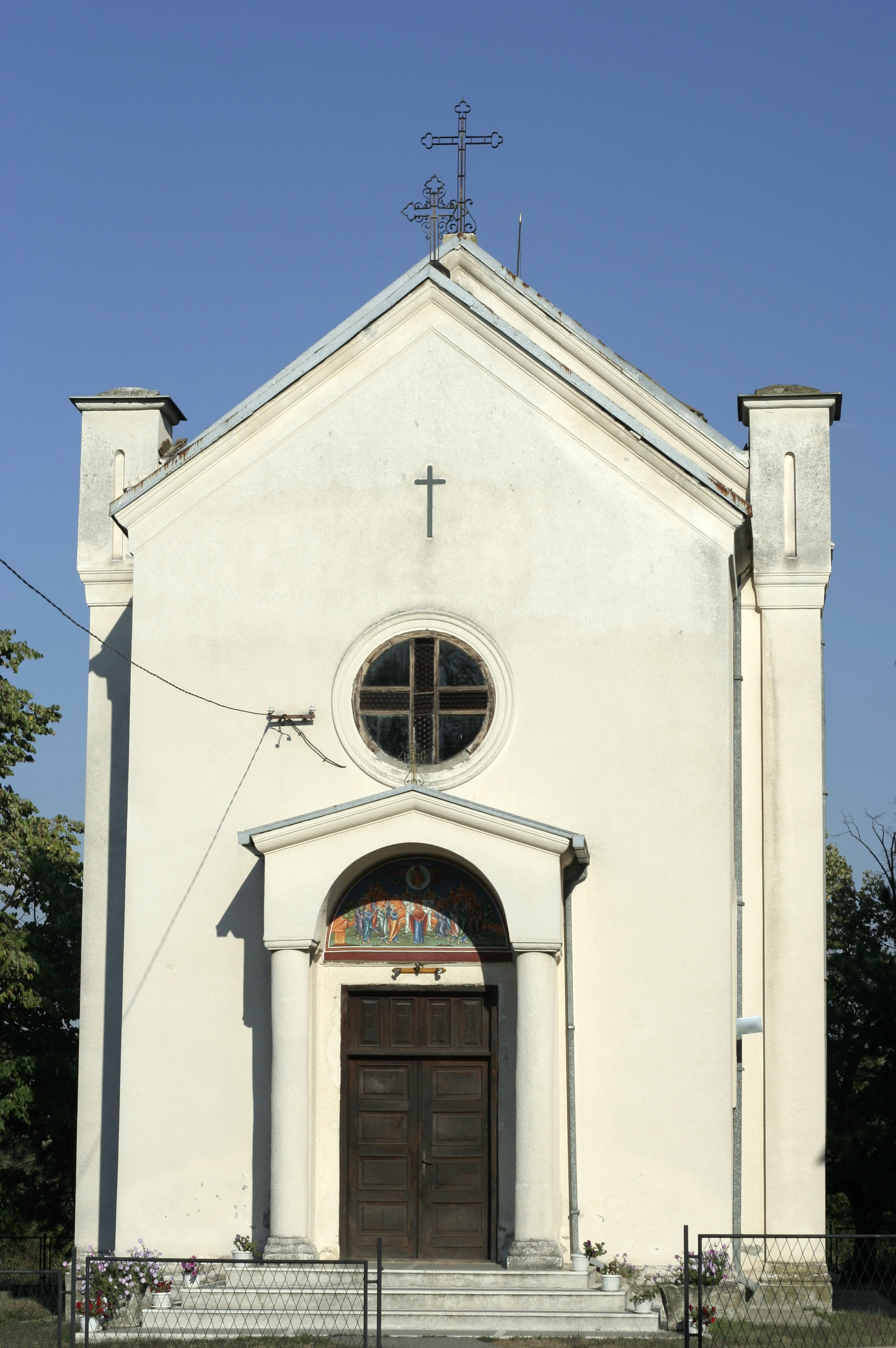
Die Westfassade

Die Kirche steht im Dorfzentrum von Dren. Im teilweise umzäunten großen Kirchhof stehen neben der Kirche und dem Glockenturm, auch ein kleiner Kirchbrunnen, einige ältere Grabmonumente und ein Sommerpavillon mit Sitzbänken.

## Geschichte
Laut schriftliche Dokumenten geht hervor, dass vor der heutigen Kirche, ein älteres Kirchengebäude im Dorf existierte.
1894 wurde mit Vorbereitungen zum Bau der heutigen Kirche im Ort begonnen. Zuvor sollte das Kirchengebäude im Nachbardorf Orašac erbaut werden. Dieses Vorhaben wurde nicht verwirklicht, da der Pfarrsitz der Pfarrei, im Dorf Dren lag. Damals gehörten zur Pfarrei neben den zwei erwähnten Dörfern auch die zwei Orte Vukićevica und Ušće.
Von 1895 bis 1897 wurde das Kirchengebäude erbaut. Der Bau der Kirche kostete 14.000 damalige serbische Dinare.
1897 wurde das Gotteshaus vom damaligen Metropoliten der Metropolie Belgrad, zu der die Kirche damals gehörte, Mihailo, feierlich eingeweiht. Erster Pfarrpriester der Kirche war Srećko Sinđelić.
Die Kirche beherbergt wichtige Kirchenbücher aus dem 18. Jahrhundert und dem 19. Jahrhundert. Das älteste Kirchenbuch stammt aus dem Jahre 1785 und wurde in Russland gedruckt.
1915 während des Ersten Weltkrieges, wurden durch die österreich-ungarische Armee, die zwei Kirchglocken entwendet und die Kirchenarchive verbrannt.
2007 wurden im Kirchhof der Kirchbrunnen und der Sommerpavillon errichtet. Da das Kircheninnere durch auftretende Feuchtigkeit gefährdet war und zudem auch das Dach und die Außenfassaden der Kirche in schlechtem Zustand waren, wurden von 2014 bis 2015, das alte Dach durch ein neues Kirchendach mit Ziegelabdeckung ersetzt und die Fassaden der Kirche neu angestrichen.
Am 29. September 2019 hielt der damalige Bischof der Eparchie Valjevo, Milutin, die erste bischöflich geleitete Hl. Liturgie in der Kirche seit 1972. Derzeit gehört zur Pfarrei Dren nur noch das Dorf Dren selbst.

## Architektur
Die Christi-Himmelfahrts-Kirche in Dren stellt einen architektonischen Beleg für die Wiederbelebung des serbisch-byzantinischen Stils in der serbischen Architektur in der zweiten Hälfte des 19. Jahrhunderts dar. Mit ihren stilistischen Merkmalen ähnelt die Architektur der Kirche, vor allem den Vorbildern der Raška-Schule.
Das einschiffige Kirchengebäude wurde mit einem halbrunden Gewölbe erbaut, einer von Innen halbrunden und von Außen fünfseitigen Altar-Apsis im Osten und einem angebauten Narthex im Westen. Der Glockenturm wurde etwas westlich der Kirche separat erbaut.
Ein charakteristisches Dekorationsdetail der Fassaden stellen vier Eckpilaster. Die Westfassade verfügt über einen Portikus mitsamt eine Zugangstreppe, der von einem auf zwei Säulen getragenen Baldachin überdacht ist und über dem sich ein kleines Rosettenfenster aus Stein befindet. Über den Kircheneingang an der Westfassade befindet sich eine Patronatsikone der Christi-Himmelfahrt.
Die mehrgeschoßige und mehrtürige Ikonostase im Kircheninneren ist im klassizistischen Stil gestaltet und enthält Ikonen, die vermutlich das Werk eines unbekannten russischen Malers sind.
Die Kirche besitzt keine Freskenbemalung im Inneren. Neben kleineren Wanddekorationen befinden sich an den Kirchenwänden mehrere Gedenkplatten mit den Namen von gefallenen Soldaten der Balkankriege und des Ersten Weltkrieges.

## Belege
- Artikel über die Kirche auf der Seite beogradskonasledje.rs, (serbisch/englisch)
- Artikel über die Kirche auf der Seite beogradskonasledje.rs, (serbisch/englisch)
- Artikel über die Kirche und den Bischofsbesuch auf der Seite crkvauobrenovcu.rs, (serbisch)